# Лінія Бота
Лінія Бота — лінія поділу між польськими та українськими військами у Східній Галичині, запропонована в квітні 1919 року комітетом з питань польсько-українського перемир'я, призначеним Верховною Радою Альянсу. Комітет очолював південноафриканський генерал Луїс Бота. Запропонована ним лінія поділу була у формі літери «S» і «передавала» на польську сторону Львів, а українській стороні басейни Борислава. Лінія була узгоджена представниками штабу Української Галицької армії, але відхилив її Роман Дмовський — польський представник на мирній конференції в Парижі. Пізніше цю лінію використали для створення південної частини так званої лінії Керзона.